# Kościół św. Wilibrorda w Rotterdamie
Kościół św. Wilibrorda w Rotterdamie (nid. Sint-Willibrorduskerk) – kościół parafialny polskiej parafii rzymskokatolickiej pw. NMP Gwiazdy Morza znajdujący się w Rotterdamie przy ulicy Beukelsdijk.

## Historia
Kościół został zbudowany w latach dwudziestych XX wieku w stylu neogotyckim z elementami ekspresjonistycznymi według projektu architektów: F.C. Buskensa i H. Thunnisena w oparciu o koncepcję kościoła ludowego. Jest posadowiony na planie krzyża z szeroką nawą główną i niskim pseudo transeptem. Z każdego miejsca nawy głównej jest bardzo dobry widok na ołtarz. Strzelistość formy podkreślają wysokie paraboliczne łuki sięgające do sklepienia, znajdujące się również w apsydzie za ołtarzem. Frontowa fasada nawiązuje do stylu gotyckiego, a obok niej, z lewej strony umiejscowiona jest wysoka wieża. Kościół był użytkowany przez parafię holenderską w latach 1926 – 1995. W związku z laicyzacją lokalnej społeczności i napływem imigrantów wyznających islam parafia holenderska utraciła wiernych. Kościół został przekazany polskiej społeczności. W roku 1996 została erygowana polska parafia pw. NMP Gwiazdy Morza. Kościół jest wpisany do rejestru zabytków.

## Polska parafia
Od lat osiemdziesiątych XX wieku kościół jest ośrodkiem życia duchowego miejscowej Polonii. Opiekę duszpasterską sprawują księża ze zgromadzenia zakonnego Towarzystwa Chrystusowego dla Polonii Zagranicznej. Początkowo ksiądz dojeżdżał z Niemiec aby w każdą niedzielę odprawić mszę w języku polskim. Po powstaniu polskiej parafii proboszczem został ks. Stefan Ochalski, a od roku 2000 ks. Bartłomiej Małys. W latach 2006-2016 proboszczem był ks. Sławomir Trypuć. A po jego przejściu do parafii w Hadze od roku 2016 proboszczem jest ks. Tadeusz Kozieński. Parafia wraz z ośrodkami zamiejscowymi w Papendrecht i w Honselersdijk służy obsługą duszpasterską dla wielu Polaków w Holandii. Liczebność parafian jest mniejsza od ilości wiernych korzystających z posługi, gdyż parafia jest parafią personalną, a oficjalne dane wykazują tylko osoby, które zadeklarowały przynależność do parafii.

## Galeria

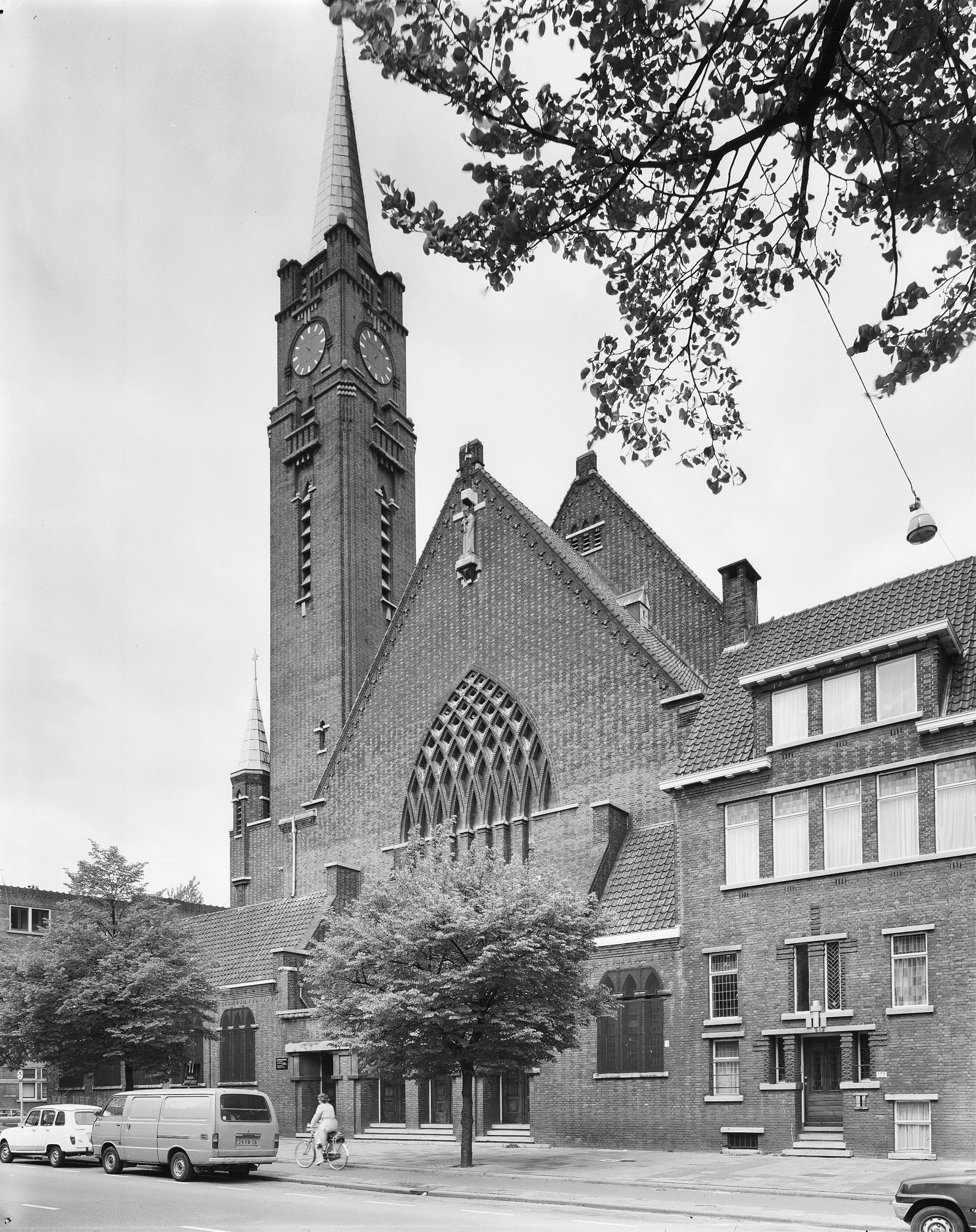
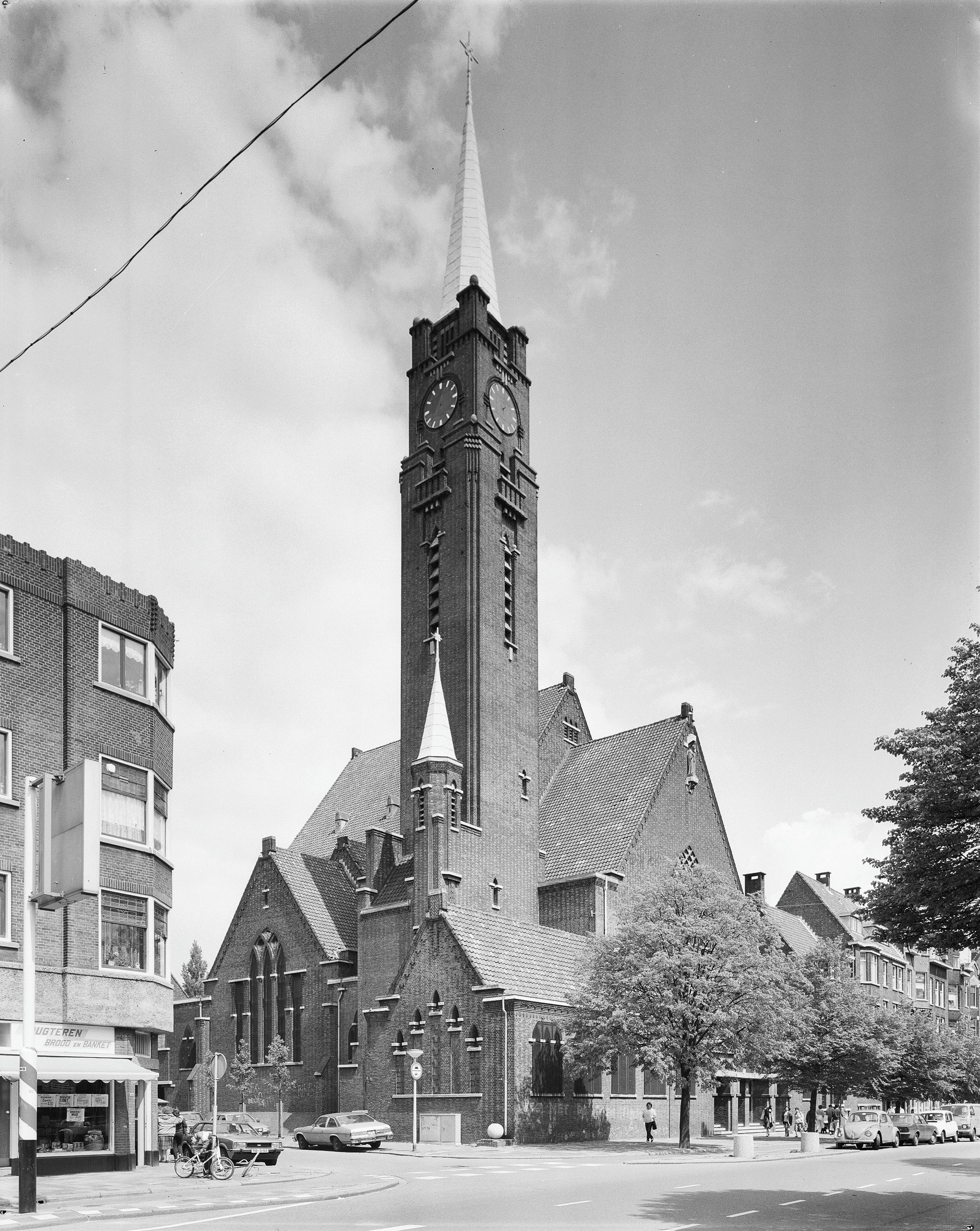
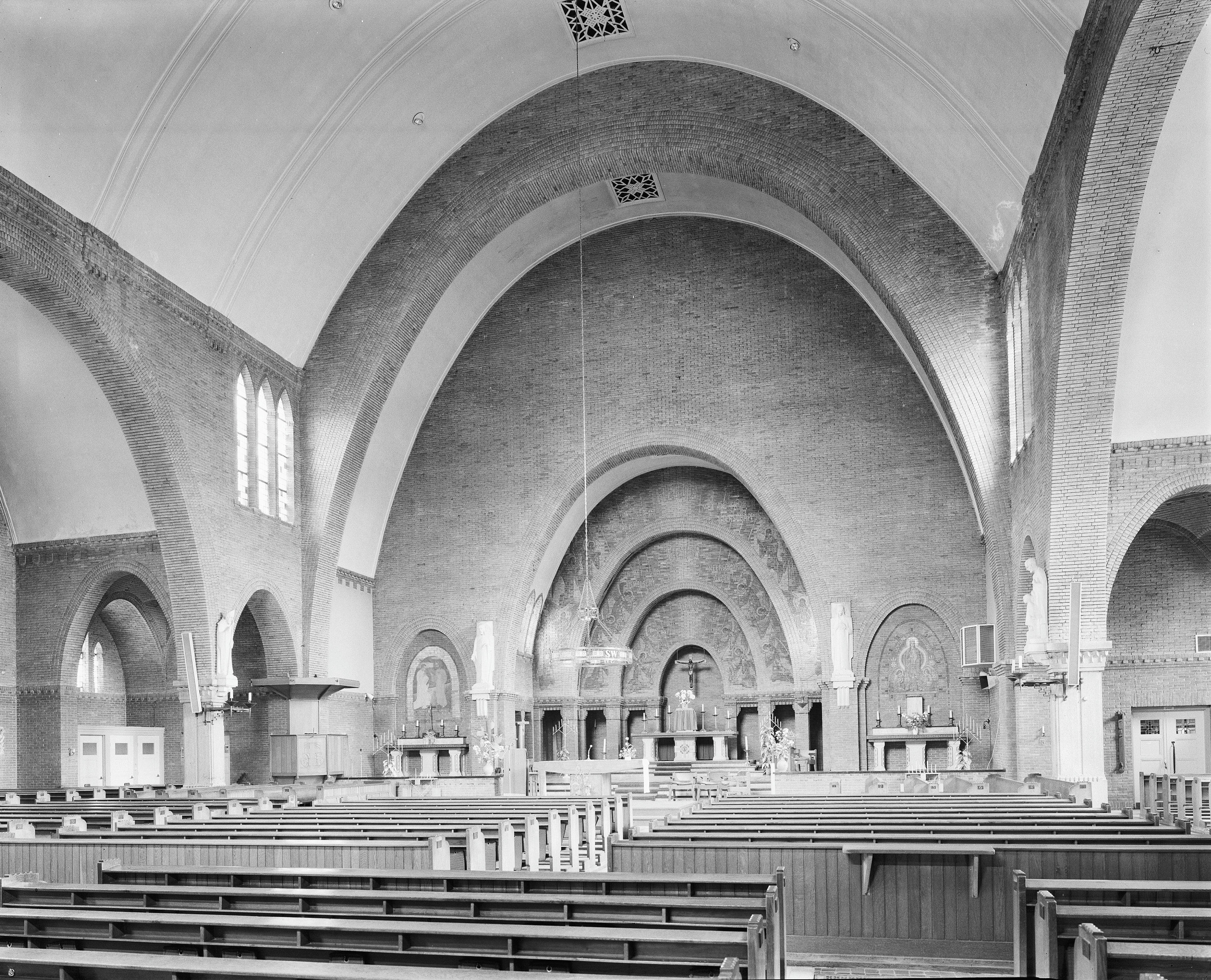
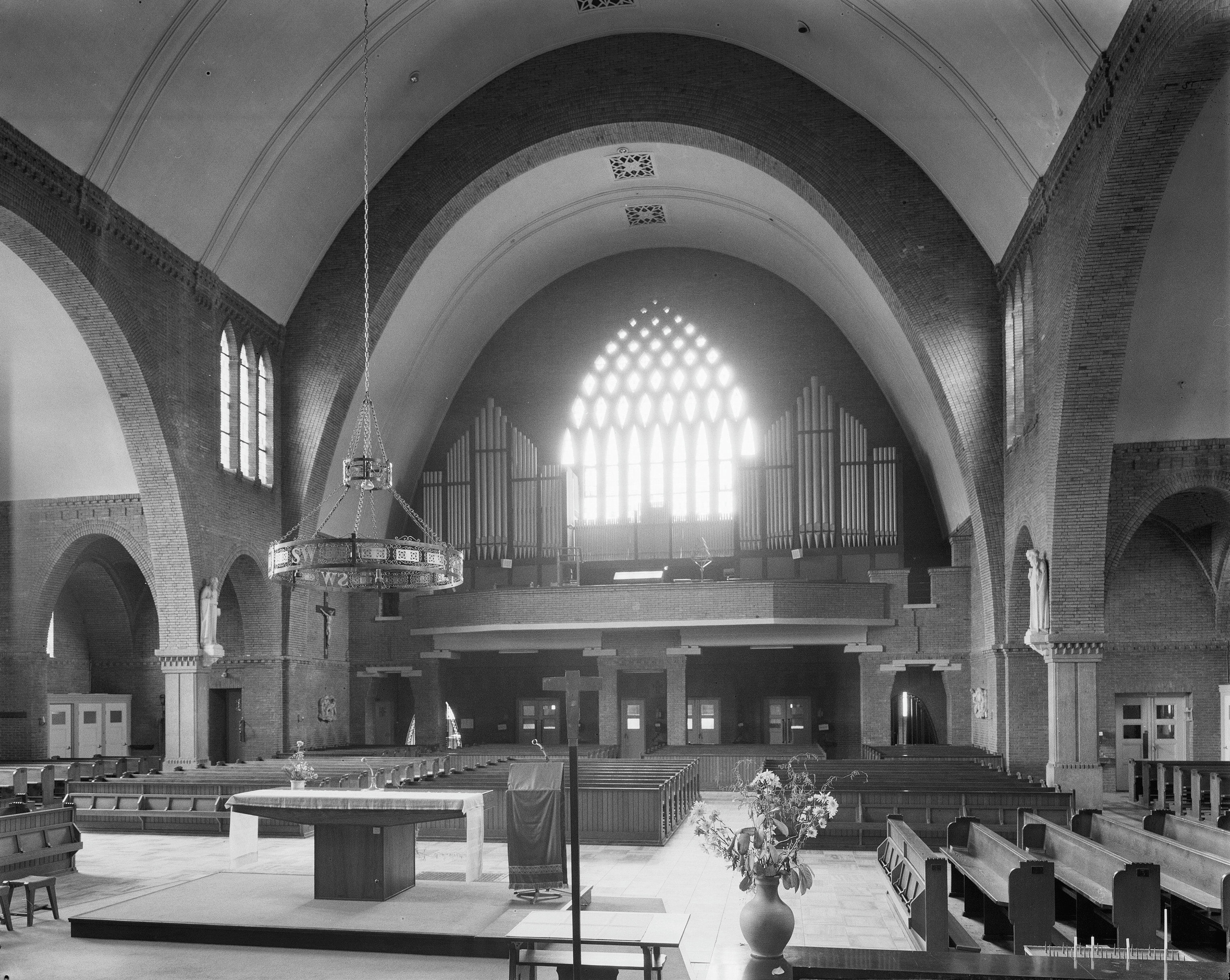